# أندرو كونسيدين
أندرو كونسيدين  (بالإنجليزية: Andrew Considine) (1 أبريل 1987 أبردين اسكتلندا) هو لاعب كرة قدم اسكتلندي يلعب كمدافع.

## روابط خارجية
- أندرو كونسيدين على موقع الاتحاد الدولي (مؤرشف)  (الإنجليزية)
- أندرو كونسيدين على موقع الاتحاد الأوربي (الإنجليزية)
- أندرو كونسيدين على موقع الاتحاد الإسكتلندي (الإنجليزية)
- أندرو كونسيدين على موقع قاعدة بيانات كرة القدم.إي يو (الإنجليزية)
- أندرو كونسيدين على موقع ناشيونال فوتبول تيمز (الإنجليزية)
- أندرو كونسيدين على موقع Soccerbase.com (لاعب) (الإنجليزية)
- أندرو كونسيدين على موقع Soccerway.com (الإنجليزية)
- أندرو كونسيدين على موقع عالم كرة القدم.نت (الإنجليزية)